# Groupama Arena
De Groupama Arena is een voetbalstadion in Boedapest, Hongarije, dat gebruikt wordt door de topclub Ferencvárosi TC. Het stadion is geopend in 2014 en vervangt het Albert Flóriánstadion, dat op dezelfde plek stond. Het stadion heeft een capaciteit van 23.700 bezoekers. Tijdens Europese wedstrijden bedraagt dit aantal 22.000 bezoekers.

## Wedstrijden
De eerste wedstrijd die in het stadion werd gespeeld was op 10 augustus 2014 tussen Ferencváros en de Engelse grootmacht en latere landskampioen Chelsea FC. De thuisclub nam via Zoltán Gera nog de voorsprong, maar Cesc Fàbregas en Ramires brachten Chelsea de winst: 1–2. In de eerste officiële wedstrijd in het stadion, op 24 augustus 2014, nam Ferencváros het voor de competitie op tegen Nyíregyháza Spartacus. Het werd 3–1. Op 9 juli 2015 won Ferencváros met 4–1 van Go Ahead Eagles in de eerste voorronde van de Europa League. Dit was de eerste Europese wedstrijd in het stadion.

## Interlands
Het Hongaars voetbalelftal speelde 27 interlands in het stadion.
| 1  | 7 september 2014  | Hongarije – Noord-Ierland | 1 – 2 | Kwalificatie EK 2016 | 20.672 |
| 2  | 14 november 2014  | Hongarije – Finland       | 1 – 0 | Kwalificatie EK 2016 | 19.500 |
| 3  | 18 november 2014  | Hongarije – Rusland       | 1 – 2 | Vriendschappelijk    | 4.000  |
| 4  | 29 maart 2015     | Hongarije – Griekenland   | 0 – 0 | Kwalificatie EK 2016 | 22.000 |
| 5  | 4 september 2015  | Hongarije – Roemenië      | 0 – 0 | Kwalificatie EK 2016 | 22.060 |
| 6  | 8 oktober 2015    | Hongarije – Faeröer       | 2 – 1 | Kwalificatie EK 2016 | 16.175 |
| 7  | 15 november 2015  | Hongarije – Noorwegen     | 2 – 1 | Kwalificatie EK 2016 | 22.000 |
| 8  | 26 maart 2016     | Hongarije – Kroatië       | 1 – 1 | Vriendschappelijk    | 20.300 |
| 9  | 20 mei 2016       | Hongarije – Ivoorkust     | 0 – 0 | Vriendschappelijk    | 19.900 |
| 10 | 7 oktober 2016    | Hongarije – Zwitserland   | 2 – 3 | Kwalificatie WK 2018 | 21.668 |
| 11 | 13 november 2016  | Hongarije – Andorra       | 4 – 0 | Kwalificatie WK 2018 | 20.479 |
| 12 | 15 november 2016  | Hongarije – Zweden        | 0 – 2 | Vriendschappelijk    | 16.842 |
| 13 | 5 juni 2017       | Hongarije – Rusland       | 0 – 3 | Vriendschappelijk    | 12.442 |
| 14 | 31 augustus 2017  | Hongarije – Letland       | 3 – 1 | Kwalificatie WK 2018 | 16.500 |
| 15 | 3 september 2017  | Hongarije – Portugal      | 0 – 1 | Kwalificatie WK 2018 | 21.800 |
| 16 | 10 oktober 2017   | Hongarije – Faeröer       | 1 – 0 | Kwalificatie WK 2018 | 21.400 |
| 17 | 14 november 2017  | Hongarije – Costa Rica    | 1 – 0 | Vriendschappelijk    | 9.860  |
| 18 | 23 maart 2018     | Hongarije – Kazachstan    | 2 – 3 | Vriendschappelijk    | 9.038  |
| 19 | 27 maart 2018     | Hongarije – Schotland     | 0 – 1 | Vriendschappelijk    | 8.942  |
| 20 | 9 juni 2018       | Hongarije – Australië     | 1 – 2 | Vriendschappelijk    | 4.000  |
| 21 | 11 september 2018 | Hongarije – Griekenland   | 2 – 1 | UEFA Nations League  | 0      |
| 22 | 15 november 2018  | Hongarije – Estland       | 2 – 0 | UEFA Nations League  | 7.775  |
| 23 | 18 november 2018  | Hongarije – Finland       | 2 – 0 | UEFA Nations League  | 9.200  |
| 24 | 24 maart 2019     | Hongarije – Kroatië       | 2 – 1 | Kwalificatie EK 2020 | 19.400 |
| 25 | 11 juni 2019      | Hongarije – Wales         | 1 – 0 | Kwalificatie EK 2020 | 18.350 |
| 26 | 9 september 2019  | Hongarije – Slowakije     | 1 – 2 | Kwalificatie EK 2020 | 21.700 |
| 27 | 13 oktober 2019   | Hongarije – Azerbeidzjan  | 1 – 0 | Kwalificatie EK 2020 | 11.300 |

## Trivia

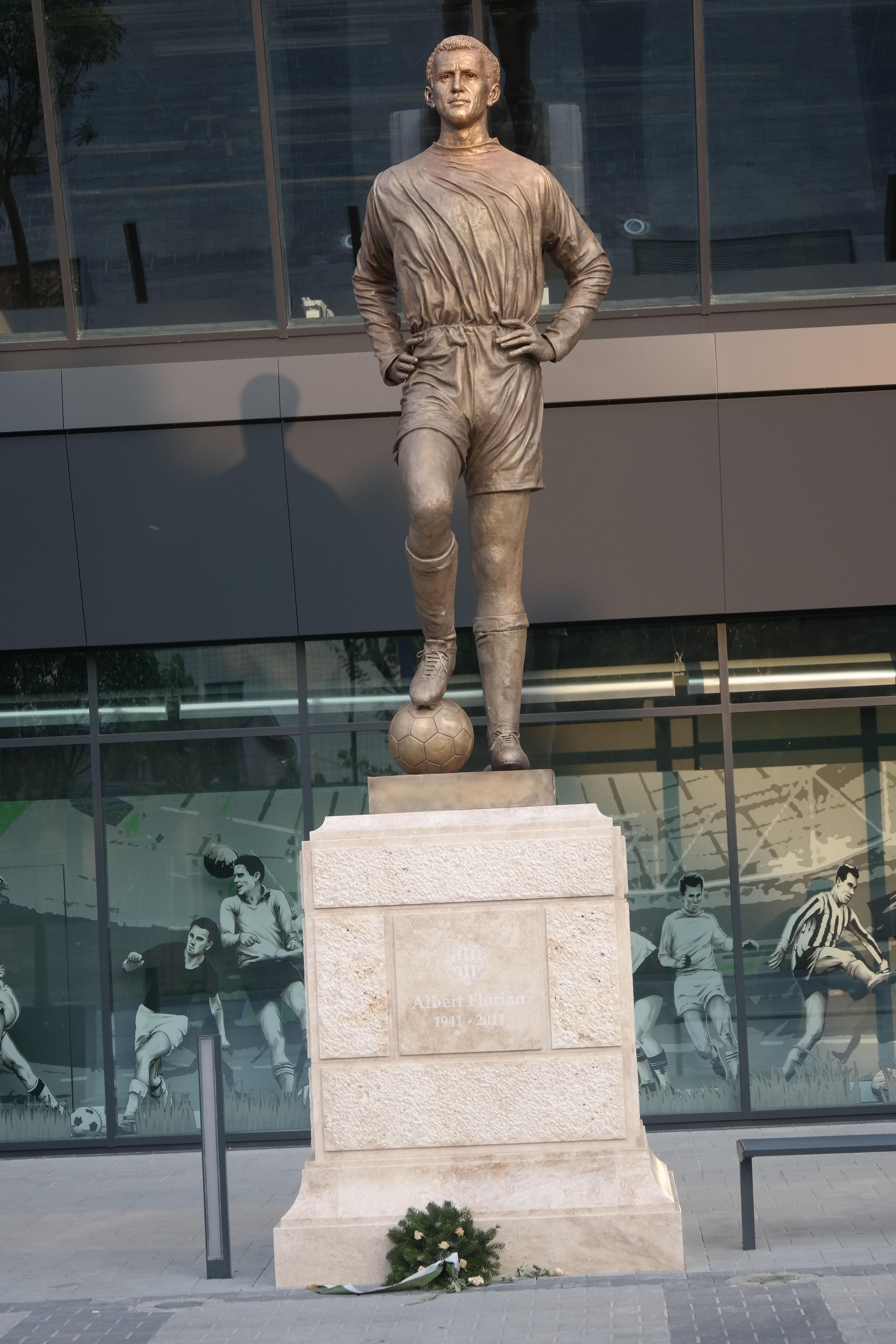
Standbeeld van Flórián Albert.

- Voor de hoofdingang staat een standbeeld van voormalig Ballon d'Or-winnaar Flórián Albert, naamdrager van het vorige stadion.